# حزب کمونیست اتحاد جماهیر شوروی
حزب کمونیست اتحاد جماهیر شوروی سوسیالیستی نامی بود که بازماندگان جناح بلشویک حزب سوسیال دموکرات کارگری روسیه از ۱۹۵۲ تا ۱۹۹۱ بر خود اطلاق می‌کرد. اما واژهٔ «حزب کمونیست» از سال ۱۹۱۸ که بلشویک‌ها نام خود را «حزب کمونیست تمام روسیه (بلشویک‌ها)» نام‌گذاری کردند در ترکیب اسم این حزب بود. در ۱۹۲۵ این حزب نام خود را به «حزب کمونیست تمام اتحادیه (بلشویک‌ها)» تغییر داد و بالاخره در ۱۹۵۲ نام حزب «کمونیست اتحاد جماهیر شوروی سوسیالیستی» برگزیده شد. حزب کمونیست شوروی هم تا سال ۱۹۹۱ توانست باقی بماند و آخرین دبیر کل آن میخائیل گورباچف بود
پس از گشایش انترناسیونال سوم یا کمینترن در ۱۹۱۹، اصل سانترالیسم دموکراتیک که از تئوری مارکسیسم-لنینیسم ناشی می‌شد و در این حزب حاکم بود بر سایر اعضای کمینترن نیز حاکم شد و بر مبنای آن احزاب کمونیست مشابه در سراسر جهان تشکیل شدند.

## ساختار تشکیلاتی

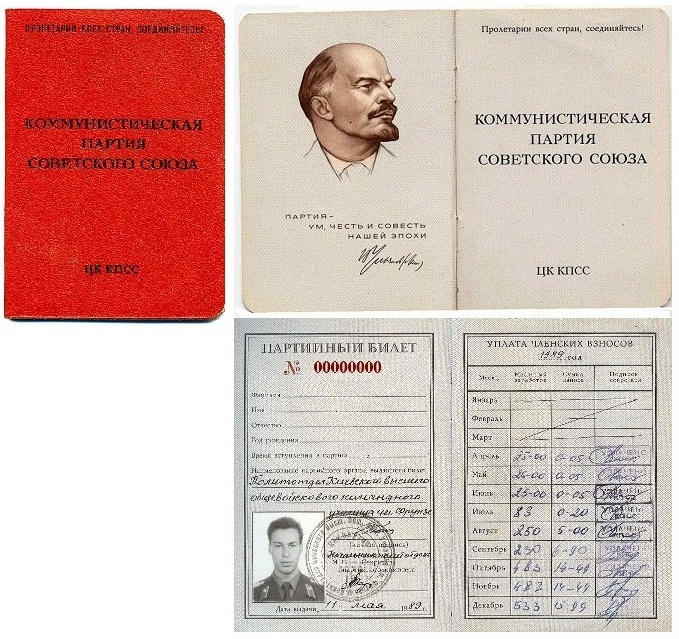
شناسنامه در زمان اتحاد جماهیر شوروی

نهاد منسوب‌کنندهٔ حزب کمونیست، کنگرهٔ حزب بود که ابتدای هر سال جلسه داشت اما بعدها و به‌خصوص در زمان استالین این جلسات کم‌تر برگزار شد. کنگرهٔ حزب کمیته مرکزی را انتخاب می‌کرد و کمیته مرکزی دفتر سیاسی را انتخاب می‌کرد. در زمان استالین قدرت‌مندترین پست در حزب دبیرکل حزب کمونیست اتحاد شوروی بود که توسط دفتر سیاسی انتخاب می‌شد. در سال ۱۹۵۲ عنوان دبیرکل به دبیر اول و دفتر سیاسی به هیئت رئیسه تغییر نام داد اما در سال ۱۹۶۶ برژنف نام‌ها را به صورت نخست برگرداند.
از نظر تئوری قدرت اصلی حزب را کنگرهٔ حزب داشت اما در عمل و به‌خصوص پس از درگذشت ولادیمیر لنین قدرت به دست دبیرکل افتاد.
در سطوح پایین‌تر هرم سازمانی توسط کمیته‌های حزبی (پارت‌کوم‌ها) مدیریت می‌شد. صدر هر پارت‌کوم «دبیر پارت‌کوم» بود که توسط اعضا انتخاب می‌شد. در مراحل بالاتر کمیته‌ها به همین ترتیب نام‌گذاری می‌شدند. در سطح رایون‌ها، رای‌کوم، در سطح ابلاست، اوب‌کوم، و در سطح شهرها گورکوم و بدین ترتیب.
پایین‌ترین سطح هر حزب سلول حزبی بود. رهبری هر سلول «دفتر حزب» نامیده می‌شد. دفتر حزب (پارت‌بورو) توسط دبیرخانهٔ دفتر که انتخابی بود ریاست می‌شد.

## دفتر سیاسی کمیته مرکزی
دفتر سیاسی اعضای کامل یا نامزد (بدون حق رای) داشت و اندازهٔ آن در دوره‌های مختلف متفاوت بود. اما معمولاً از ۱۴ عضو کامل و هشت عضو نامزد تشکیل می‌شد. گرچه دفتر سیاسی صدر رسمی نداشت اما دبیرکل حزب (که معمولاً صدر کمیته مرکزی نیز بود) همیشه نقش اصلی در دفتر سیاسی را نیز داشت. عملاً قدرت‌مندترین اعضای دفتر سیاسی آنانی بودند که در ضمن عضو دبیرخانهٔ کمیته مرکزی حزب نیز بودند و دبیرکل حزب نیز قوی‌ترین عضو دفتر سیاسی به‌شمار می‌آمد. اگر کسی تنها در یکی از این دو نهاد عضو بود از نفوذ چندانی برخوردار نبود. در تاریخ اکثر اعضای دفتر سیاسی مرد بوده‌اند و به ندرت زنی عضو این نهاد بوده‌است.

## حضور زنان
هر چند حضور زنان در دفتر سیاسی حزب کمونیست اتحاد شوروی کمرنگ بوده‌است اما بخشی ویژه در حزب به نام ژنوتدل به زنان اختصاص داده شده بود که وظیفهٔ بهبود وضعیت زنان در اتحاد جماهیر شوروی را بر عهده داشت.